# اسکندر مقدم
اسکندرخان مقدم ملقب به سردار ناصر (۱۲۴۷-۱۳۲۸ خورشیدی) از خوانین مراغه و نماینده این شهرستان در مجلس شورای ملی بود.
پدرش فتح‌الله‌خان سردارمؤید و عمویش حاج صمدخان شجاع‌الدوله رئیس ایل مقدم مراغه بود که محمدعلی شاه برای سرکوبی مشروطه‌خواهان به تبریز فرستاد اما ناکام ماند. و به تفلیس گریخت و اموالش مصادره شد. دو سال بعد که روس‌ها تبریز را اشغال کردند، حاکم شهر شد ولی در جنگ جهانی اول که قشون عثمانی وارد آذربایجان شد، در جنگ با آنان شکست خورد و به تفلیس گریخت و همان‌جا درگذشت.
اسکندرخان پس از به سلطنت رسیدن رضاشاه پهلوی در سال ۱۳۰۵ به نمایندگی مراغه به مجلس شورای ملی رفت (دوره ششم) و تا دوره چهاردهم کرسی خود را حفظ کرد. در دوره چهاردهم او سالخورده‌ترین عضو مجلس بود و نخستین نشست مجلس را به عنوان رئیس سنی افتتاح کرد. رحمت‌الله مقدم مراغه‌ای که در دوره بیستم مجلس شورای ملی نماینده مراغه و پس از انقلاب ۱۳۵۷ به عنوان استاندار آذربایجان شرقی منصوب شد، برادر او بود.